# Понедельничные демонстрации в ГДР

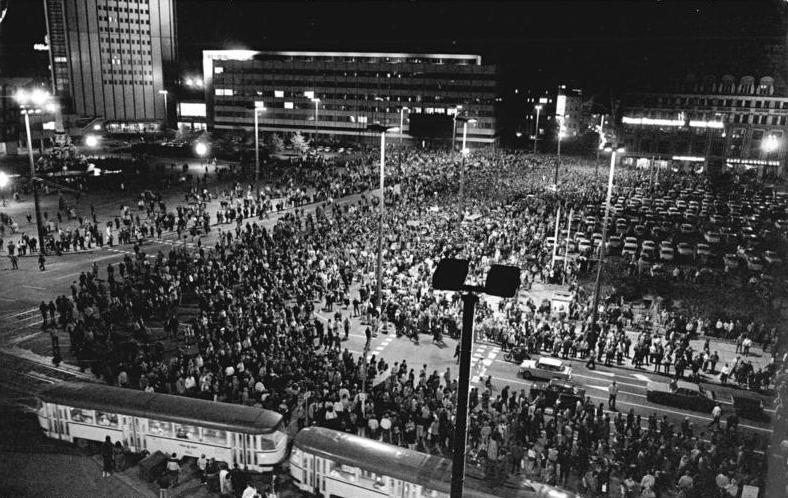
Демонстрация в Лейпциге 16 октября 1989 года

Понедельничные демонстрации в ГДР (нем. Montagsdemonstrationen) — серия массовых протестных выступлений граждан, носивших мирный характер, прошедших в городах ГДР в 1989 году (в меньшей степени в 1990 году). Целью протеста была смена политического руководства страны, демократизация общества и ряд других требований.
Первая демонстрация прошла в Лейпциге, и повторялась вечером каждого последующего понедельника, постепенно демонстрации стали проводиться и в других крупных городах ГДР, к движению присоединились Дрезден, Галле, Карл-Маркс-Штадт, Магдебург, Плауэн, Арнштадт, Росток, Потсдам, Шверин. Закончились демонстрации в марте 1990 года незадолго до проведения первых свободных выборов в ГДР.
Первая демонстрация прошла в понедельник 4 сентября 1989 года в Лейпциге, когда после проповеди пасторов лютеранской церкви Святого Николая Христиана Фюрера и Кристофа Вонеберга (нем. Christoph Wonneberger) 1200 человек, большая часть из которых не поместилась в здании церкви, провели шествие под лозунгом «Мы — народ!» (нем. «Wir sind das Volk!») с требованиями гражданских свобод и открытия границ ГДР. Демонстрация, прошедшая через неделю, вызвала реакцию властей, аресту подверглось более 50 человек. Эти события подтолкнули диссидентов и активистов консолидироваться в Новый форум.
Через месяц на центральную площадь Лейпцига вышло 70 000 человек. 16 октября демонстрация собрала 120 000 человек, а через неделю, по некоторым данным, около 320 000 человек, что составляло большую часть населения города. Введённые в город войска в целях избежания кровопролития были оставлены в казармах. Параллельно демонстрации шли в других городах ГДР, где на улицы выходило от 300 человек до нескольких десятков тысяч.
28 октября 1989 года, чтобы попытаться утихомирить протесты, была объявлена амнистия для политических заключенных, содержащихся под стражей за пограничные преступления или за участие в еженедельных демонстрациях.
Первая волна демонстраций закончилась в марте 1990 года в связи с предстоящими 18 марта свободными парламентскими выборами.
Ключевую, объединяющую роль в протестном движении играла церковь; недовольные происходящими в стране процессами граждане ощутили всеобъемлющую поддержку как со стороны протестантской, так и католической церквей; по словам Маркуса Меккеля, министра иностранных дел ГДР в 1990 году, «это было единственное место для свободного общения и размышлений».
В результате массовых протестов руководство СЕПГ ушло в отставку (24 октября — Эрих Хонеккер, 7 ноября — Вилли Штоф, 13 ноября — Хорст Зиндерман, Эгон Кренц, сменивший Эриха Хонеккера на постах генерального секретаря ЦК СЕПГ и председателя Государственного совета ГДР, также был смещён 3 декабря 1989 года). Покончили с собой начальник Дрезденского окружного управления МГБ ГДР генерал Хорст Бём., начальник Нойбранденбургского окружного управления Петер Кох, начальник Зульского окружного управления Герхард Ланге. Председателем СЕПГ стал Григор Гизи, председателем Государственного совета ГДР — Манфред Герлах, председателем Совета министров — Ханс Модров.
Демонстрации оказали огромное влияние на политические процессы шедшие в ГДР, на них сформировались сначала как демократические объединения, а потом как партии такие организации, как «Новый форум», «Социально-демократическая партия», «Союз 90», сыгравшие одну из решающих ролей в падении Берлинской стены и объединении двух Германий.